# Megalodontidae
Die Megalodontidae sind eine ausgestorbene Familie der Muscheln (Bivalvia) in der Ordnung der Rudisten. Die ältesten Vertreter erschienen im Ordovizium und die jüngsten Vertreter starben im Jura aus.

## Merkmale
Die Gehäuse der Megalodontidae sind mittelgroß bis groß und nahezu gleichklappig (mit ganz wenigen Ausnahmen). Im Umriss sind die Gehäuse grob dreieckig bis oval. Sie haben nach vorne eingerollte Wirbel und besitzen relativ dicke Schalen. Die Schlossplatte ist massiv mit einem bis mehreren Zähnen auf jeder Klappe. In einigen Gattungen sind auch Lateralzähne vorhanden. Das Ligament liegt extern, die Palliallinie ist ganzrandig. Der vordere Schließmuskel liegt relativ weit dorsal und am vorderen Rand der Schlossplatte. Die Oberfläche des Gehäuses ist gewöhnlich glatt und mit feinen Anwachsstreifen versehen. Bei einigen Formen können die Anwachsstreifen auch kräftiger ausgebildet sein. Schwache Radialrippen kommen nur bei wenigen Formen vor.

## Vorkommen
Die Megalodontidae kamen weltweit vor. Sie lebten meist in Flachmeeren hinter oder nahe bei Riffen auf oder halb eingegraben in Weichböden. Die ersten Arten dieser Gruppe erscheinen erstmals im Ordovizium, und die letzten Arten sterben im Oberen Jura aus. Allerdings ist die systematische Zugehörigkeit der bisher ältesten Gattung zu den Megalodontidae noch nicht von anderen Forschern bestätigt worden. Als sicher gilt das Vorkommen im Silur.

## Systematik

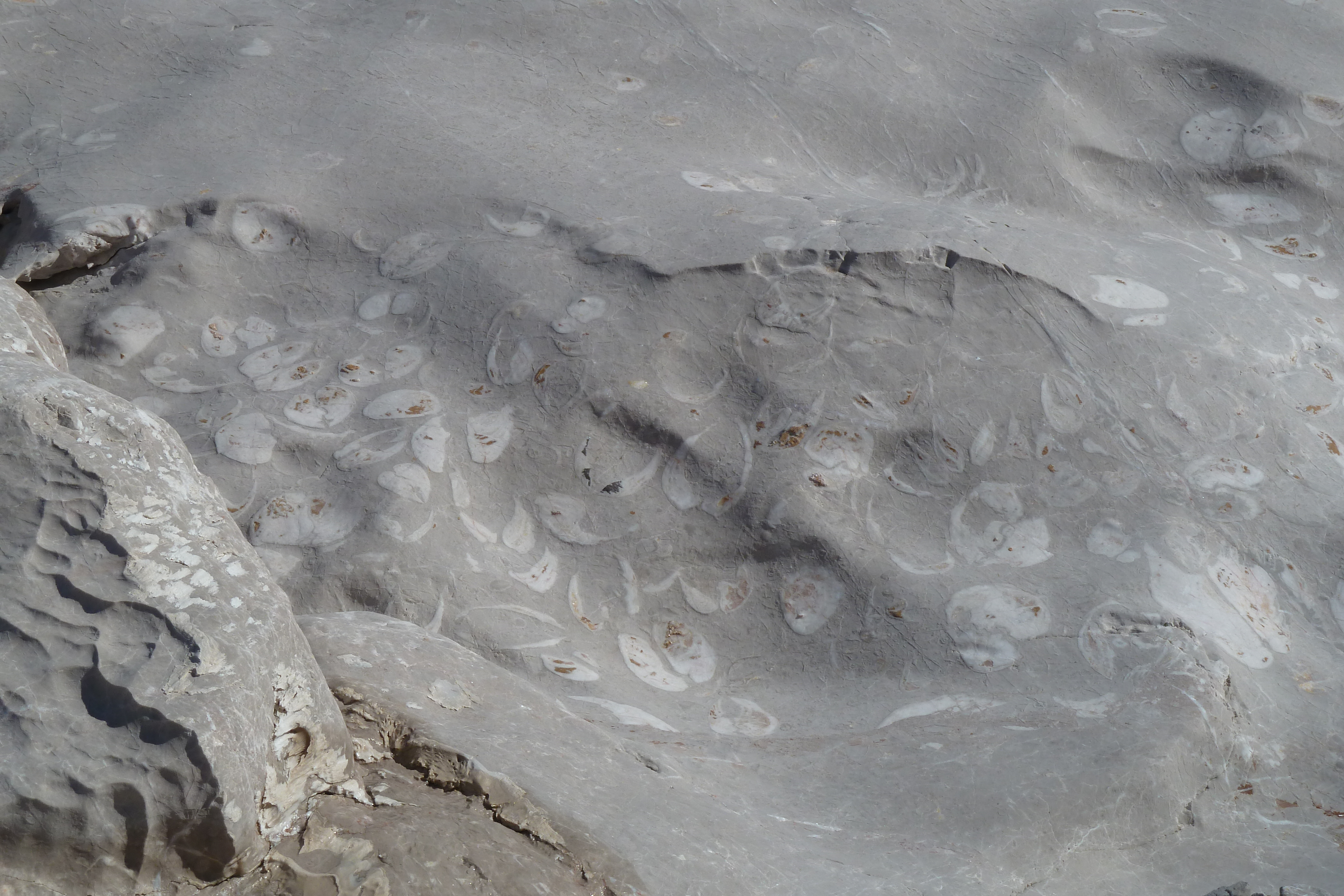
„Kuhtrittmuscheln“ im Dachsteinkalk unterhalb des Großen Gosaugletschers in den österreichischen Ostalpen

Die Familie enthält derzeit etwas über 20 Gattungen:
- Conchodon Stoppani, 1865
- Cumularia Spriestersbach, 1919
- Durga Boehm, 1894
- Eomegalodus Spriestersbach, 1915
- Ferrazia Reed, 1932
- Juramegalodus Sirna, 1974
- Krumbeckia Diener, 1915
- Megalodon J. de Carle Sowerby, 1827
  - Megalodon abbreviatus (Schlotheim, 1820)
- Megalomoidea Cox, 1964
- Neomegalodon Guembel, 1864
- Pachymegalodon Guembel, 1864
- Pachyrisma Morris & Lycett, 1850
- Paramegalodus Cox, 1969
- Parvimegalodon Karczewski, 1992
- Pinzonella Reed, 1932
- Prosocoelus Keferstein, 1857
- Protodiceras Boehm, 1891
- Protomegalodon Vostova, 1971
- Quemocnomegalodon Yao, Se & Zhang, 2003
- Rhaetomegalodon Vegh-Neubrandt, 1969
- Rossiodus Allasinaz, 1965
- Schismadon Cook, 1995
- Triadomegalodon Vegh-Neubrandt, 1974

Einige Gattungen sind jedoch so schlecht beschrieben, dass ihre Familienzugehörigkeit sehr unsicher ist. Auch die Selbständigkeit mancher Gattungen wird bestritten; sie werden von manchen Autoren lediglich als Untergattungen oder als jüngere Synonyme behandelt. Die Zusammenstellung erfolgte nach dem Treatise on Invertebrate Paleontology und dem Zoological Record.